# مارين هينكل
مارين هينكل (بالإنجليزية: Marin Hinkle)‏ مواليد 23 مارس 1966 في دار السلام، هي ممثلة أمريكية بدأت مسيرتها الفنية عام 1994.

## الأعمال

### أفلام
- أنا سام
- ما الذي حدث للتو؟

## روابط خارجية
- مارين هينكل على موقع IMDb (الإنجليزية)
- مارين هينكل على موقع ميتاكريتيك (الإنجليزية)
- مارين هينكل على موقع روتن توميتوز (الإنجليزية)
- مارين هينكل على موقع قاعدة بيانات الأفلام العربية
- مارين هينكل على موقع ألو سيني (الفرنسية)
- مارين هينكل على موقع أول موفي (الإنجليزية)
- مارين هينكل على موقع قاعدة بيانات برودواي على الإنترنت (الإنجليزية)
- مارين هينكل على موقع قاعدة بيانات الأفلام السويدية (السويدية)
- مارين هينكل على موقع إن إن دي بي (الإنجليزية)
- مارين هينكل على موقع قاعدة بيانات الفيلم (الإنجليزية)